# Strabomantis
Strabomantis — рід земноводних родини Strabomantidae ряду Безхвості. Має 17 видів.

## Опис
Загальна довжина представників цього роду коливається від 3 до 10,6 см. Голова доволі широка, іноді з високо піднятими наочними дугами, або наростами. барабанна перетинка помітна. Тулуб доволі кремезний, завширшки менше за голову. Кінцівки потужні з 4 (на передніх лапах) та 5 (на задніх лапах) пальцями. Першій палець передньої кінцівки довший за другий, а третій палець задньої — довше за п'ятий. У забарвлені спини переважають коричневі, чорні, сірі та бурі кольори. Черево дещо світліше за спину.

## Спосіб життя
Полюбляють тропічні та субтропічні вологі ліси. Ведуть переважно наземний спосіб життя. Активні вночі. Живляться дрібними безхребетними.
Це яйцекладні земноводні. Їх особливістю є прямий розвиток жабенят, без личинкової стадії.

## Розповсюдження
Мешкають від Коста-Рики до Бразилії.

## Види
- Strabomantis anatipes
- Strabomantis anomalus
- Strabomantis aramunha
- Strabomantis biporcatus
- Strabomantis bufoniformis
- Strabomantis cadenai
- Strabomantis cerastes
- Strabomantis cheiroplethus
- Strabomantis cornutus
- Strabomantis helonotus
- Strabomantis ingeri
- Strabomantis laticorpus
- Strabomantis necerus
- Strabomantis necopinus
- Strabomantis ruizi
- Strabomantis sulcatus
- Strabomantis zygodactylus